# Zwickauer Propheten
Die Zwickauer Propheten (nach Nikolaus Storch auch die Zwickauer Storchianer genannt) waren eine radikale Gruppierung in der Frühzeit der Reformation und gelten als eine der Wurzeln der späteren Täuferbewegung.
Die Storchianer mussten 1521 Zwickau und 1522 Wittenberg verlassen.

## Die „72 Jünger“
Im Mittelpunkt des von Martin Luther in despektierlicher Absicht als „Prophetae Cignaei“ (= Zwickauer Propheten) bezeichneten spiritualistischen Kreises standen die zwei Tuchknappen Nikolaus Storch und Thomas Drechsel sowie der Student und Müntzer-Freund Markus Thomas Badstübner aus Elsterberg genannt Stübner, die sich nach einem gescheiterten Aufruhr gegen den Magistrat von Zwickau 1521 in Wittenberg niederließen. Unter ihren 72 „Jüngern“ befand sich auch der Prediger und spätere Bauernkriegsführer Thomas Müntzer, der Zwickau allerdings am 17. April 1521 auf Druck des Magistrats verlassen musste.

## Die „Zwickauer Propheten“ in Wittenberg
In Wittenberg, der Keimzelle der protestantischen Bewegung, glaubten die „Zwickauer“ einen geeigneten Boden für die Verbreitung ihrer Gedanken zu finden. Der Konflikt mit der von Luther angeführten Wittenberger Bewegung war damit allerdings in mehrerlei Hinsicht vorgezeichnet, schon dadurch, dass sich die Männer um den Handwerker Storch gegen jede Art von Gelehrsamkeit und damit auch gegen die Autoritäten der 1502 gegründeten Universität Wittenberg wandten. Vor allem aber vertraten die „Propheten“ einen radikalen Biblizismus, dessen Heilsvorstellungen sie konsequent nicht nur von der kirchlichen, sondern auch der weltlichen Autorität wegführte. Aufgrund ihrer unverblümten Kritik an der landesfürstlichen Obrigkeit, der sie eine strikte Befolgung protestantischer Glaubensgrundsätze abverlangten, waren sie aus der Sicht des stark obrigkeitskonformen Luther inakzeptabel. Durch die selbstbewusste Art ihres Auftretens und ihre erstaunliche Bibelkenntnis machten die Zwickauer Propheten dennoch einen tiefen Eindruck. Selbst Philipp Melanchthon und Andreas Bodenstein gerieten vorübergehend unter ihren Einfluss.

## Das Votum Luthers
Das herausfordernde Verhalten der „Zwickauer“ forderte indes das Einschreiten von Luthers Patron, dem sächsischen Kurfürsten Friedrich dem Weisen, heraus, der den Wittenberger Stadtrat unter der Führung der Bürgermeister Anton Niemegk und Christian Beyer mit der Klärung der Angelegenheit beauftragte. Der mit der theologischen Dimension der Auseinandersetzung überforderte Magistrat rief daraufhin Luther zur Hilfe, der dem Kurfürsten am 24. Februar 1522 seine bevorstehende Rückkehr von der Wartburg zum 6. März 1522 angekündigt hatte. Vom 9. März 1522 an, dem Sonntag Invocavit, hielt Luther jeden Tag eine Predigt in der Wittenberger Stadtkirche. In diesen Invocavitpredigten nahm er zu den durchgeführten Reformen Stellung: Abschaffung der Messe, Einführung der Priesterehe, Aufhebung der Fastengebote, Entfernung der Bilder, Abendmahl unter beiderlei Gestalt (Brot und Wein), sprach sich aber gegen die sehr viel weiter reichenden sozial- und kirchenpolitischen Forderungen der „Propheten“ aus.
Unter dem Druck von Stadt- und Landesobrigkeit wichen die „Propheten“ rasch aus Wittenberg. Wie Storch, dessen näheres persönliches Schicksal ungeklärt blieb, schlossen sie sich vermutlich der Bauernkriegsbewegung an.

## Historische Einordnung
Radikale Erweckungsbewegungen wie die der Zwickauer Propheten waren für die Frühzeit der Reformation charakteristisch. Inspiriert von religiösen Visionen (dabei u. a. Endzeitvorstellungen) einerseits und angetrieben von der Empörung über die vielerorts verschlechterten sozialen und rechtlichen Verhältnisse andererseits verbanden sie religiösen Enthusiasmus mit einer für legitim gehaltenen Kritik an den Obrigkeiten. Dagegen setzten die meisten fürstlichen Obrigkeiten, nicht anders aber auch die Führungsgremien der Reichsstädte, die konfessionelle „Einhegung“ im Sinne des Landesherrlichen Kirchenregiments und eine kompromisslose Bekämpfung der von Luther als „Schwärmer“ bezeichneten Gruppen. Mit Ausnahme der Täufer (zu denen auch die Hutterer und die heutigen Mennoniten zählen), die sich auch nach der Niederschlagung des Täuferreichs von Münster 1535 noch punktuell halten konnten, war den alternativen Bekenntnisformen der sogenannten radikalen Reformation neben dem „Luthertum“ und dem (auf Reichsebene erst 1648 geduldeten) „Calvinismus“ aufgrund ihrer angeblichen „staatsfeindlichen“ Einstellung keine Zukunft beschieden.